# Guldlocks ekonomi
En Guldlocks ekonomi är en ekonomi som varken är för varm eller för kall, med andra ord upprätthåller måttlig ekonomisk tillväxt, och som har låg inflation, vilket möjliggör en marknadsvänlig penningpolitik. Namnet kommer från barnberättelsen Guldlock och de tre björnarna.

## Historia
Den första användningen av denna fras var av en icke namngiven amerikansk regeringstjänsteman i en artikel i The Wall Street Journal den 20 december 1966. Den publicerades igen i The Washington Post den 8 januari 1967, tillskriven James S. Duesenberry från Council of Economic Advisers.
Frasen plockades upp i några andra publikationer kort därefter. Den fick större användning efter 1988 efter en aprilkolumn av Dan Andriacco från Scripps-Howard, och en artikel i The New York Times i november som citerade Richard B. Berner från Salomon Brothers.
Frasen populariserades och omformulerades av Salomon Brothers chefsstrateg för aktier, David Shulman, i hans rapport från mars 1992, "The Goldilocks Economy: Keeping the Bears at Bay".
Guldlocks ekonomi används främst för att beskriva de ekonomiska indikatorerna för den stora moderationen: stabil BNP-tillväxt, industriproduktion, månatlig sysselsättning, arbetslöshet, reallöner och konsumentpriser.
Michael Hudson menar att de positiva konnotationerna som är förknippade med "Guldlocks-ekonomin" och "den stora måttfullheten" beror på att dessa termer myntades av bankirer, som såg sina lån skjuta i höjden tillsammans med sina bonusar under denna period. Denna ekonomi var dock inte "Guldlock" för alla. Under denna period ackumulerade de rika faktiskt mer förmögenhet medan de fattiga och medelklassen ackumulerade en enorm mängd hushållsskulder.
År 2017 föreslog The Economist, med hänvisning till en undersökning bland globala fondförvaltare, att Guldlock-ekonomin var på väg tillbaka; den ekonomiska expansionen efter den stora recessionen, som började 2009 och slutade när ekonomin kraschade 2020 (ibland kallad "den stora åtstramningen"), framställdes av MarketWatch som en återkomst för Guldlock-ekonomin.